# No Game, No Life Zero
No Game No Life Zero (ノーゲーム・ノーライフ ゼロ Nōgēmu Nōraifu Zero?) es una película animada japonesa basada en la serie de novelas ligeras No Game No Life de Yū Kamiya. La película fue dirigida por Atsuko Ishizuka en el estudio Madhouse. Se estrenó en Japón el 15 de julio de 2017. La película ha sido licenciada por Sentai Filmworks en los Estados Unidos, Madman Entertainment en Australia y Nueva Zelanda y por MVM en el Reino Unido.

## Reparto
- Yoshitsugu Matsuoka[1] como Riku y Sora.
- Ai Kayano[1] como Schwi y Shiro.
- Yōko Hikasa[1] como Corounne Dola y Stephanie "Steph" Dola.
- Yukari Tamura[1] como Jibril.
- Yuka Iguchi[1] como Nonna Zell.
- Mamiko Noto[1] como Think Nilvalen.
- Miyuki Sawashiro[1] como Izuna Hatsuse.
- Rie Kugimiya[1] como Tet.

## Producción
La película se anunció durante el evento MF Bunko J Summer School Festival 2016 el 17 de julio de 2016. El título de la película se reveló como No Game, No Life Zero el 3 de marzo de 2017. La película fue producida principalmente por personal que regresa de la serie de televisión. Fue dirigida por Atsuko Ishizuka y escrito por Jukki Hanada, con animación del estudio Madhouse. Satoshi Tasaki diseñó los personajes de la serie. La música de la película fue compuesta por Yoshiaki Fujisawa y fue producida por Kadokawa. Otros miembros del personal incluyen a Eiji Iwase (director de arte), Tsukasa Ohira (entorno artístico), Harue Ono (artista clave del color), Kenji Fujita (director de fotografía), Shuhei Yabuta (director 3D), Kashiko Kimura (editor), Jin Aketagawa (director de sonido), Kazuhiro Hocchi (arte conceptual) y Tsukasa Ohira (arte de fondo). Konomi Suzuki, quien interpretó el tema de apertura para el anime de televisión, también interpretó el tema principal de la película, "There is a Reason".

## Estreno
La película se estrenó en Japón el 15 de julio de 2017. Inicialmente se proyectó en 61 salas antes de expandirse a 178. Luego tuvo un lanzamiento de 4DX en 48 cines de Japón a partir del 9 de septiembre de 2017. La película fue lanzada en un formato casero en Japón el 23 de febrero de 2018.
El 12 de junio de 2017, Sentai Filmworks anunció que habían licenciado la película. Azoland Pictures distribuyó la película en cines en los Estados Unidos y se estrenó con un doblaje en inglés en el Los Angeles Anime Film Festival el 15 de septiembre de 2016 y con subtítulos en inglés el 16 de septiembre de 2017. Posteriormente, se lanzó al mercado en todo el país el 5 de octubre de 2017 (subtitulada) y el 8 de octubre de 2017 (doblada). Sentai lanzó la película en video casero el 28 de agosto de 2018.
Madman Entertainment obtuvo la licencia para su estreno en Australia y Nueva Zelanda, la proyectó con subtítulos en inglés en el Madman Anime Festival en Melbourne el 5 de noviembre de 2017.
MVM ha licenciado la película en el Reino Unido y la estrenó en 2018.